# 로테르담 지하철
로테르담 지하철(네덜란드어: Rotterdamse Metro)은 네덜란드 로테르담과 주변 자치구에서 운행되는 도시 철도이다. 운영은 로테르담 전기철도(Rotterdamse Elektrische Tram, RET)가 맡고 있다. 첫번째 노선인 1호선(또는 남북선(Noord – Zuidlijn))은 1968년에 개통되었으며, 센트랄역에서 자위트플레인역까지 운행하여 터널 안에서 니우어마스강을 건너는 노선이다. 이 노선은 네덜란드에서 개통된 최초의 지하철이었다. 개통당시에는 노선 연장이 5.9 km에 불과하여 세계에서 가장 짧은 지하철 노선 중 하나이기도 하였다.
1982년에 두 번째 노선이 개통되었는데, 카펠세브루흐역과 콜하번역 사이를 운행하는 동서선(Oost – Westlijn)이 개통되었다. 1990년대 후반, 이 노선은 두 명의 역사적인 로테르담 시민, 즉 데시데리위스 에라스뮈스의 이름을 따서 에라스뮈스 선(남북)과 피에터르 칼란드의 이름을 따서 칼란드 선(동서)으로 명명되었다. 2009년 12월 기준으로, 이러한 명칭은 특히 구 동서선의 분리 지점들 간의 차이를 강조하고 명확히 하기 위해, 문자와 색상명을 조합한 노선명에 찬성하여 다시 삭제되었다.

## 노선

### A선·B선
로테르담 북동쪽에서는 A선과 B선이 비넨호프(A선)와 네셀란더(B선)으로 분기한다. 후자는 2005년 9월 이후로 연장되었다. 그 이전에 이 오선은 더토흐턴에서 종착되었다.
더 토흐턴-네셀란더 구간을 제외한 카펠세브루흐역 북쪽의 A선과 B선은 일부 평면 교차 지점이 있으며, 따라서 메트로 대신 라이트 레일이라고 불릴 수 있다. 또한 제3궤조를 가지는 다른 노선과 다르게, 이들 노선은 가공전차선이 있다(다른 한 곳은 헤이그행 E선(란드스타트레일)이다). 그러나 라이트 레일이라는 용어는 로테르담에서는 사용되지 않는다. 대부분의 사람들은 이 지선들을 메트로(metro, 지하철)이라고 부른다.
2019년 현재 A선과 B선은 스히담-훅판홀란트 철도과 연결되어 지하철 네트워크를 훅판홀란트까지 지하철을 잇도록 하였다.

### C선

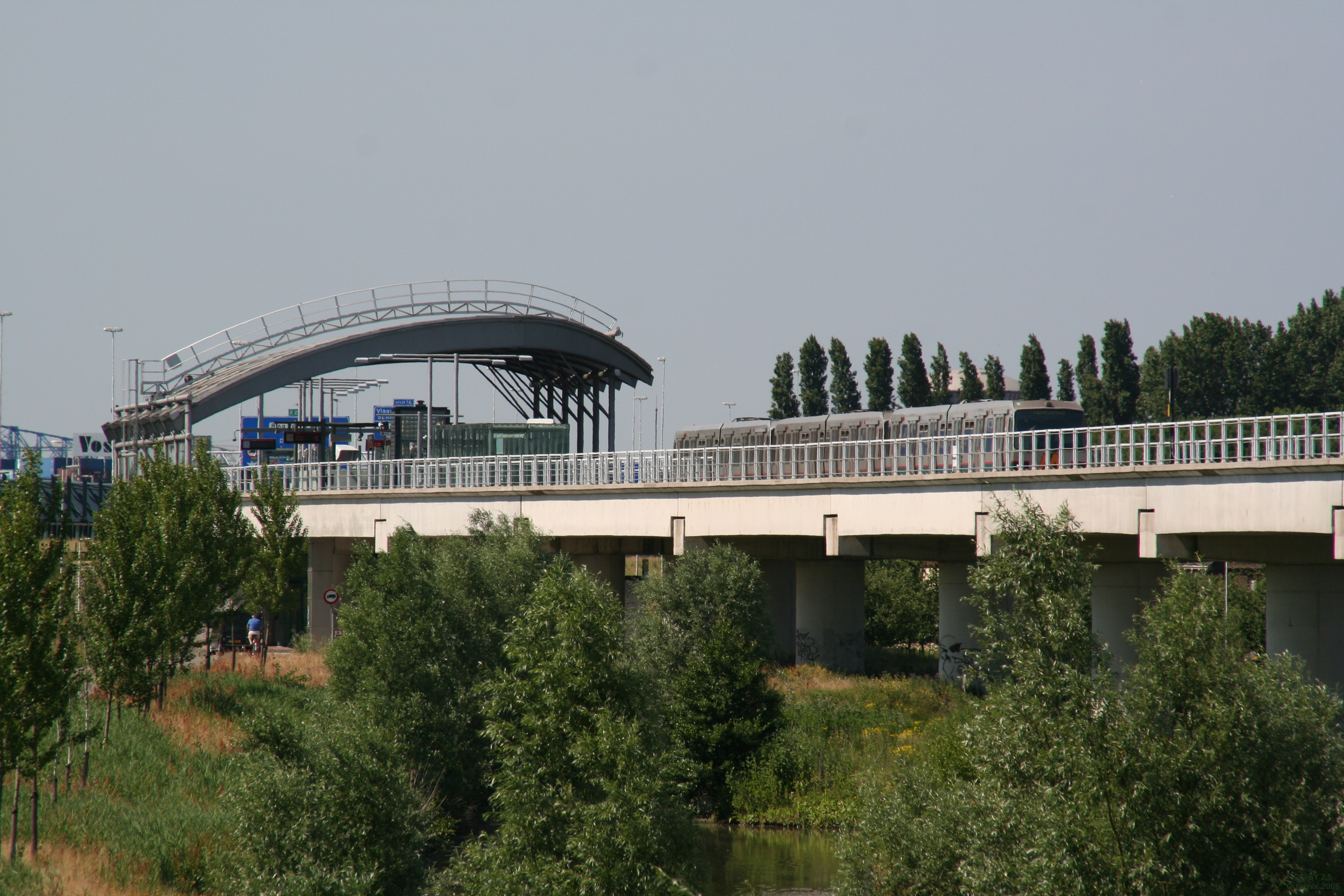
페르니스역

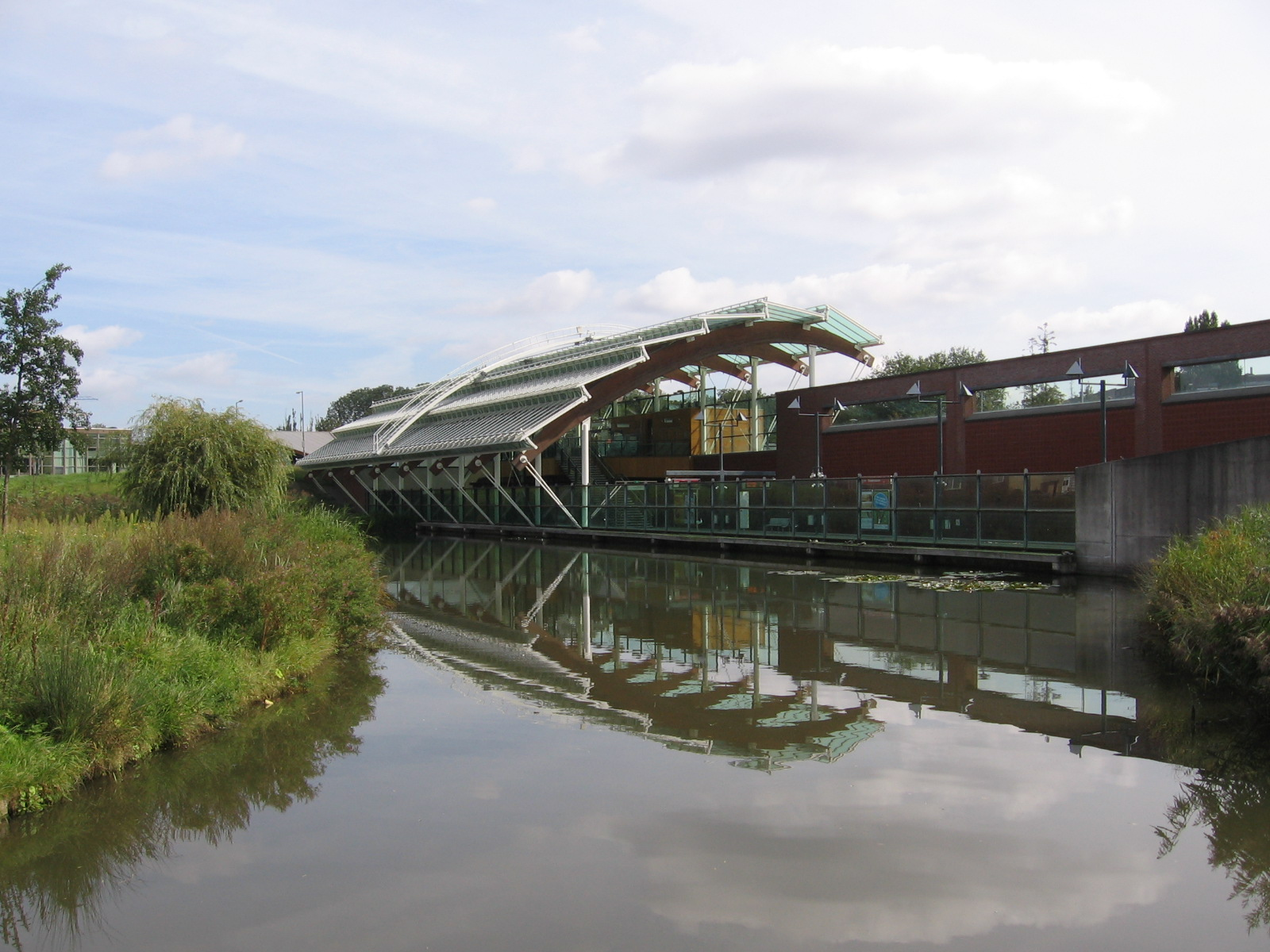
트룰스트랄란

카펠세브루흐(Capelsebrug)에서 C선은 동서 주요 구간에서 카펠러안덴에이설에 있는 더터르프로 분기한다. 2002년 11월까지 칼란들레인(현재의 A선, B선, C선)은 마르코니플레인에서 로테르담 서쪽에서 종착했다. 2002년 11월 4일, 스히담을 경유하여 스페이케니서로 가는 연장이 개통되었다. 연장에는 스히담(스히담 센트룸역 포함)에 4개 역, 페르니스에 1개 역이 신설되었다. C선은 호흐블리트의 새로운 투센바터르 역에서 D선과 합류한다. A선과 B선은 여전히 스히담 센트룸에서 종착역하는 반면, C선은 계속 이어지며, D선의 열차와 마찬가지로 스페이케니서의 더아커르스 역에서 종착한다.

### D선

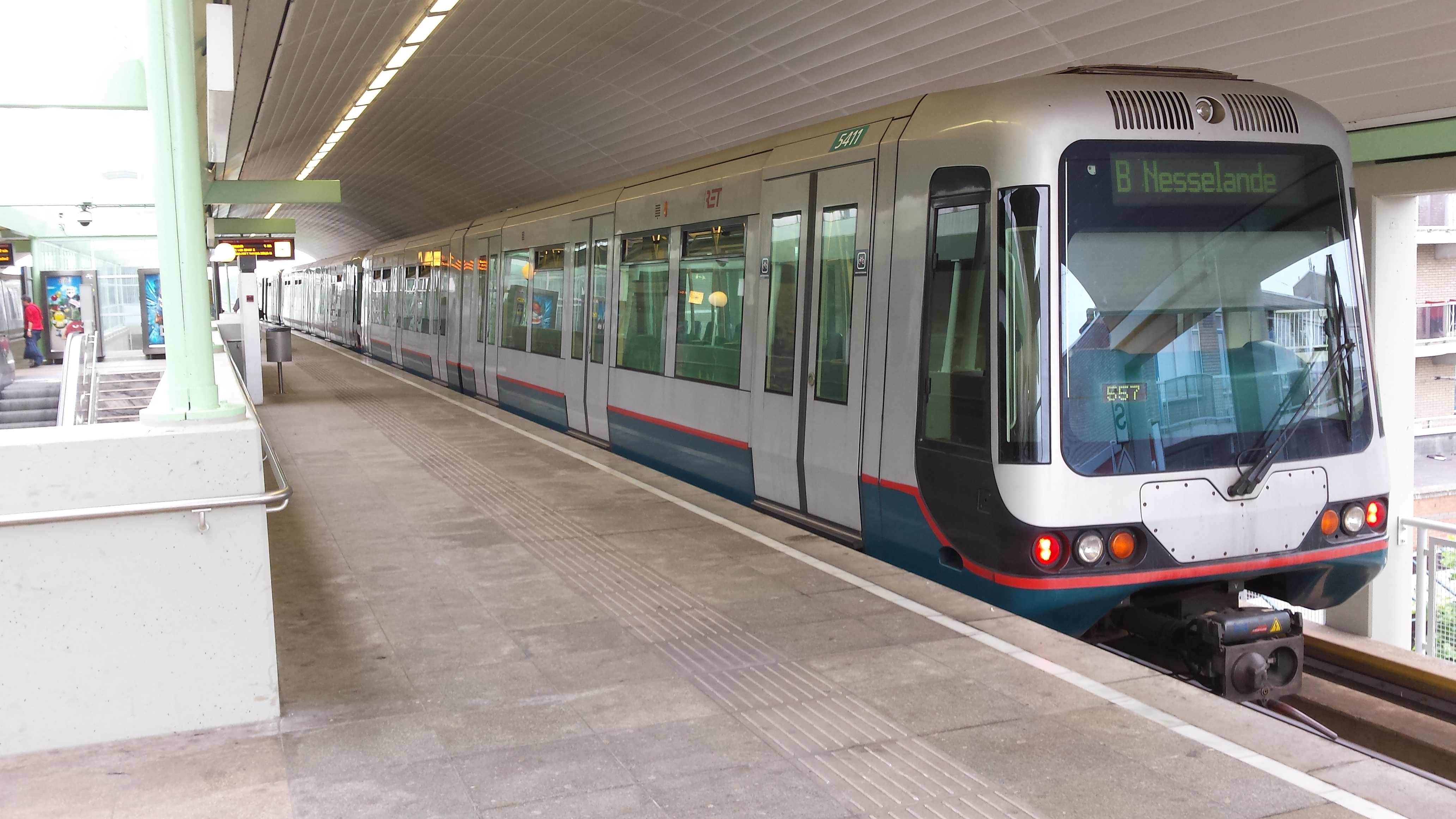
더아커르스역

D선은 로테르담 중앙역에서 뵈르스, 슬링어, 르혼, 투센바테르, 스페이케니서 센트룸을 거쳐 더아케르스까지 운행한다.
D선은 네덜란드의 유일한 지하철간의 지하 환승역인 뵈르스 역에서 선 A선, B선, C선과 교차한다. 2011년 12월 로테르담 중앙역에서 E선과의 연결이 실현되기 전, 일부 D선 열차는 출퇴근 시간대에 슬링어 역에 종착했다.

### E선
E선은 2006년 옛 호프플레인레인(Hofpleinlijn)의 철도 노선에서 도시철도 노선으로 전환한 것이다. 란반NOI와 레이드스헨담-포르뷔르흐 사이의 노선은 주테르메르 스타드슬레인(Zoetermeer Stadslijn)을 통해 주테르메르행 헤이그 노면전차 두 개의 노선에서 라이트 레일 차량과 공유된다. 이 모든 운행은 란드스타트레일 브랜드에 속한다.
개장 당시 옛 호프플레인역은 일시적으로 선로의 남쪽 종점으로 유지되었다. 그러나 2010년 8월 17일에 새 터널이 개장하고 로테르담 중앙역의 지하철역과 멜란흐트혼버흐역 근처의 기존 선로가 있는 새로운 블레이도르프역이 연결되었다.
다음 해에는 로테르담 센트랄역에서 D선과 E선을 연결하는 작업이 진행 중이다. 2011년 12월 계획이 성사된 후, 헤이그 중앙역(Den Haag Centraal)에서 오는 모든 열차는 슬링어에서 종착되고 (E선 열차), D선 행은 더아커르스와 토레르담 센트랄 간 운행을 계속한다.
이 노선의 북부 승강장은 덴하흐 센트랄역의 옛 철도 승강장을, NS에서 물려 받아 1975년 이래 사용해왔으며, 덴하흐 HS의 이전 종착지에서 옮겨졌다. 이 승강장은 2016년 8월까지 계속 사용되었으며, 종착역이 철도 승강장에 인접한 고가 육교 위에 건설된 새로운 역으로 옮기었다.

## 철도 차량
| 열차 유형    | 제조년도       | 차량 번호                                    | 제조사    | 운행현황 | 전력공급 방식           | 차량 길이       | 편성대수 |
| ------------ | -------------- | -------------------------------------------- | --------- | -------- | ----------------------- | --------------- | -------- |
| 5000 (MG2)   | 1966–1967 1970 | 5001-5027 5051-5066                          | Werkspoor | 미운행   | 제3궤조 전용            | 29 m (95 ft)    | 2        |
| 5100 (MG2)   | 1974–1975      | 5101-5126 5151-5152                          | Düwag     | 미운행   | 제3궤조 전용            | 29 m (95 ft)    | 2        |
| 5200 (SG2)   | 1980–1984      | (5201-5271) 5201 + 5229 (2006년 화재로 폐차) | Düwag     | 미운행   | 제3궤조 가공전차선 겸용 | 29.8 m (98 ft)  | 2        |
| 5300 (MG2/1) | 1998–2001      | 5301-5363                                    | 봄바디어  | 운행     | 제3궤조 전용            | 30.5 m (100 ft) | 1        |
| 5400 (SG2/1) | 2001–2002      | 5401-5418                                    | 봄바디어  | 운행     | 제3궤조 가공전차선 겸용 | 30.5 m (100 ft) | 1        |
| 5500 (RSG3)  | 2007–2009      | 5501-5522                                    | 봄바디어  | 운행     | 제3궤조 가공전차선 겸용 | 42 m (138 ft)   | 2        |
| 5600 (SG3)   | 2009–2011      | 5601-5642                                    | 봄바디어  | 운행     | 제3궤조 가공전차선 겸용 | 42 m (138 ft)   | 2        |
| 5700 (HSG3)  | 2015–2017      | 5701-5722                                    | 봄바디어  | 운행     | 제3궤조 가공전차선 겸용 | 42 m (138 ft)   | 2        |

5300, 5400, 5500, 5600, 5700호대 열차는 플렉시티 스위프트(Flexity Swift)이다. 2007년에서 2009년 사이에 만들어진 5500호대 열차는 새로운 란드스타트레일(RandstadRail) E선을 위해 제조되었다. 5601-5642호 열차는 오래된 Düwag 철도차량(5200호대)를 대체하기 위해 제조되었다. 2013년에 RET는 훅서(Hoekse) 선 연장선에서 16대의 SG3 철도 차량을 추가로 주문했다고 발표했다. 2015년 란드스타트레일 지선의 용량을 늘리기 위해 추가로 6대의 차량이 주문되었다. HSG3이라고 불리는 이 22대의 차량 도입은 2015년에서 2017년 사이에 이루어졌다.

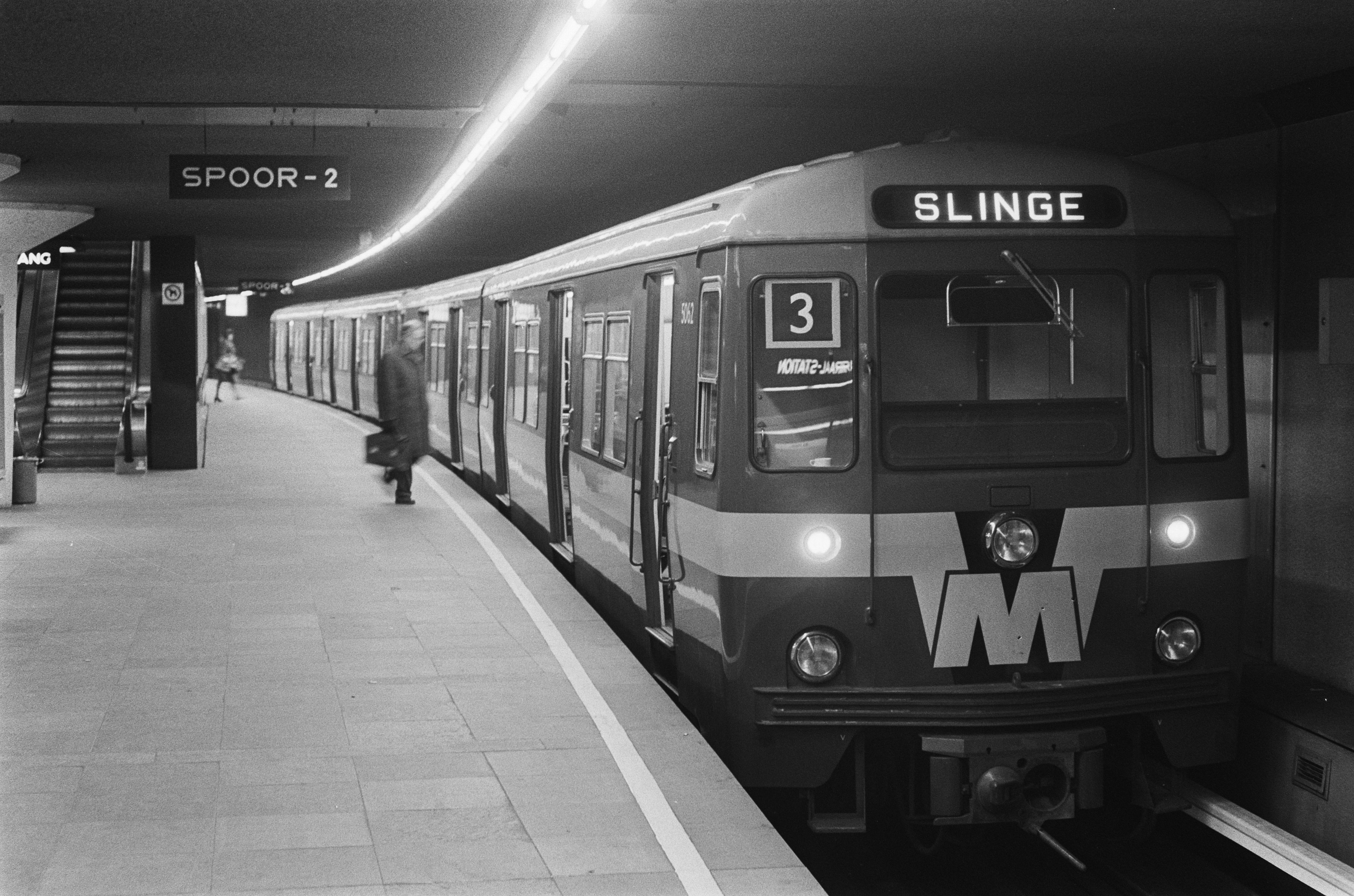
Werkspoor가 제조한 로테르담 지하철의 첫 열차
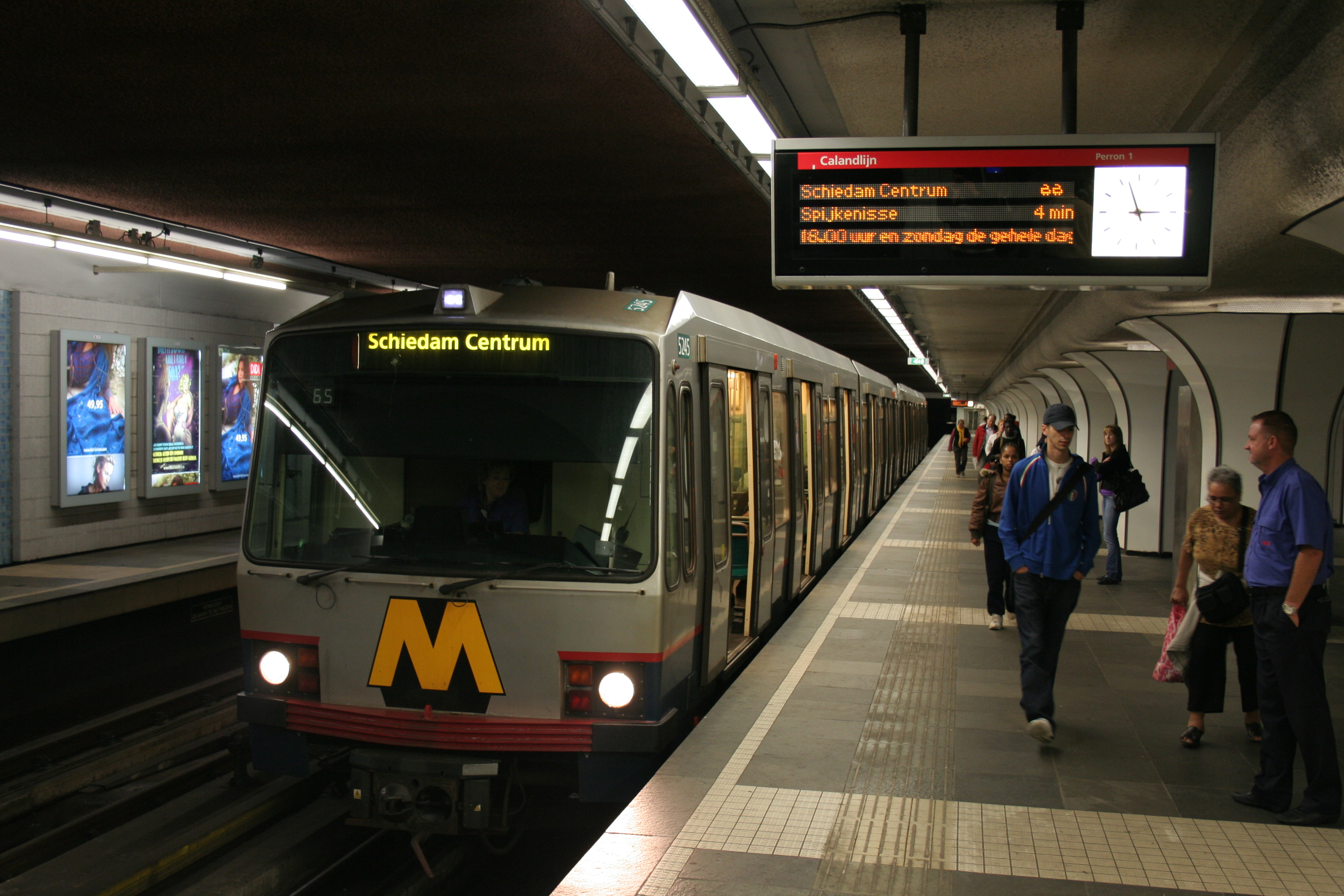
Düwag가 제조한 5200호대 열차
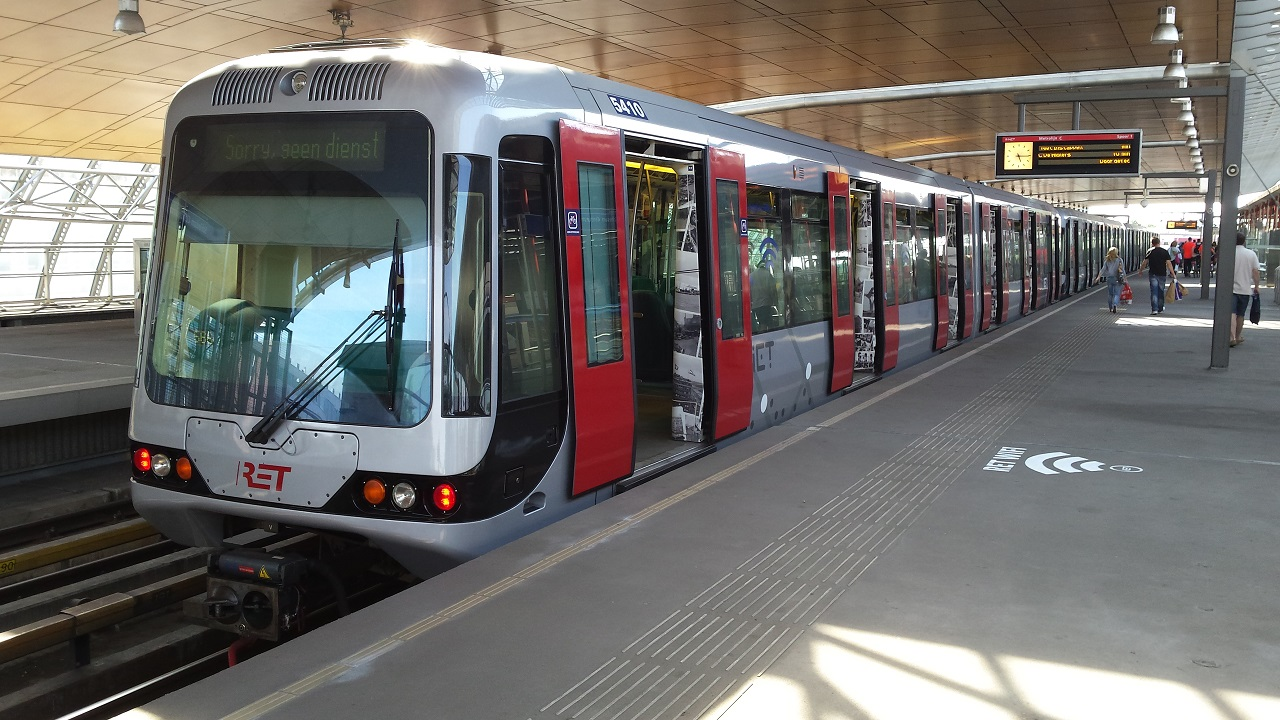
봄바디어가 제조한 5400호대 열차
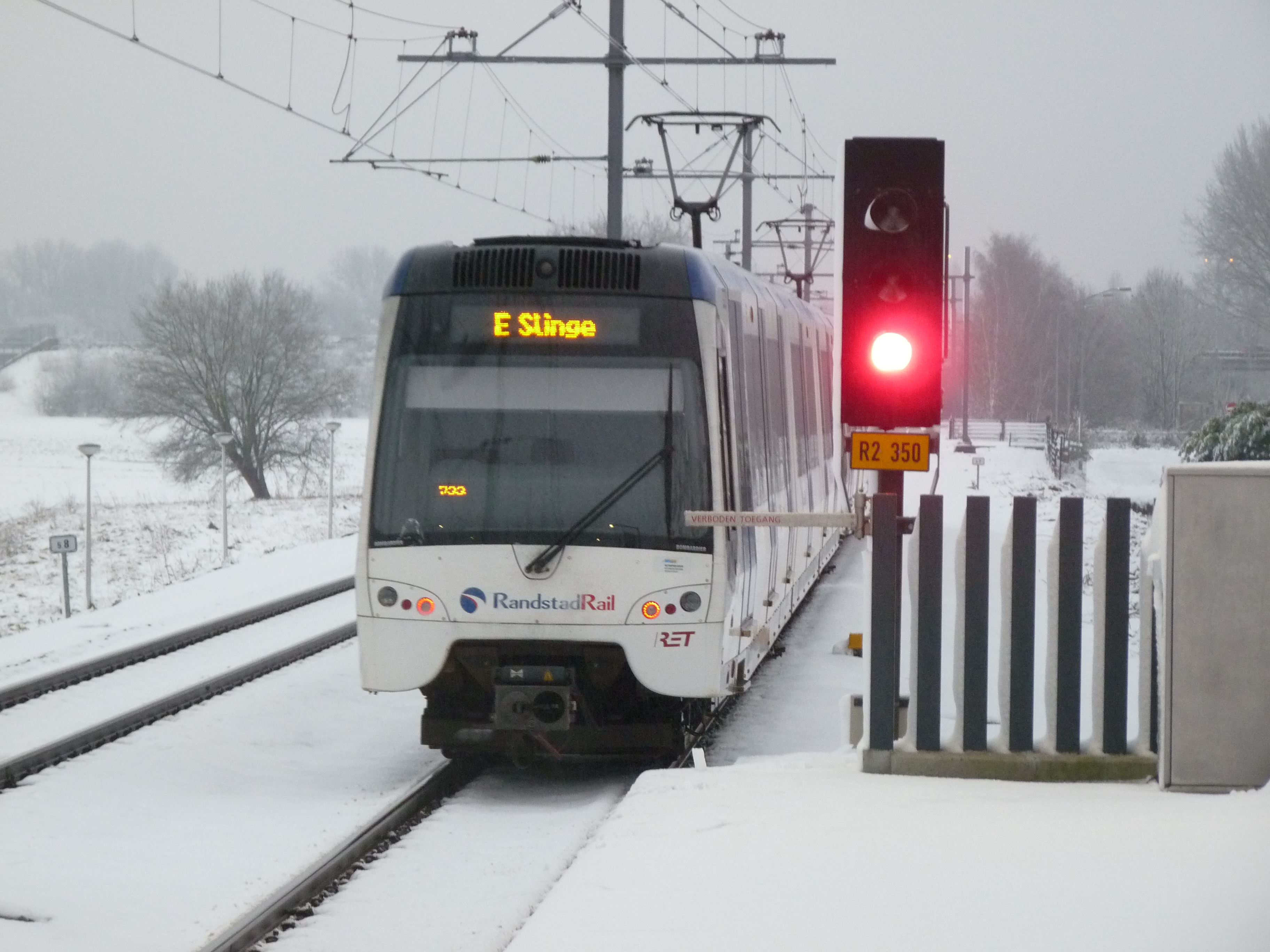
봄바디어가 제조한 란드스타트레일의 새열차 (5501호)

## 노선 개괄
| 노선 | 시종착역 (북/동-남/서)                                      | 역수 | 총연장 (km) | 비고                                                     |
| ---- | ----------------------------------------------------------- | ---- | ----------- | -------------------------------------------------------- |
| A선  | 비넨호프(Binnenhof) - 스히담 센트룸(Schiedam Centrum)       | 20   | 17.2        | 2019년 초 블라르딩언 서(Vlaardingen West)로 연장.        |
| B선  | 네셀란더(Nesselande) - 스히담 센트룸(Schiedam Centrum)      | 23   | 20.1        | 2021년 훅판홀란트 스트란드(Hoek van Holland Strand) 연장 |
| C선  | 더터르프(De Terp) - 더아커르스(De Akkers)                   | 26   | 30          |                                                          |
| D선  | 로테르담 중앙역(Rotterdam Centraal) - 더아커르스(De Akkers) | 17   | 21          |                                                          |
| E선  | 헤이그 중앙역(Den Haag Centraal) - 슬링어(Slinge)           | 23   | 27          | 란드스타트레일의 일부                                    |

훅판홀란트 스트란트(Hoek van Holland Strand)행 B선 연장선은 2019년에 훅판홀란트 하번(Hoek van Holland Haven)까지의 구간이 개통된다. 2015년에는 A, B, C선의 일일 승객수가 약 175,000명이 되었다. D와 E선에는 145,000명이 있었다.

### 연장 노선

2020년 로테르담 지하철 노선도

이전에 호프플레인레인(Hofpleinlijn)에서 처럼, RET가 NS에서 스히담-훅판홀란트 철도에서 여객 운송 서비스를 인수하기 때문에, 2019년부터는 훅판홀란트까지 서쪽으로 메트로 네트워크가 연장된다.
새로운 노선은 스히담 센트룸역에 있는 기존 네트워크와 연결된다. 이때부터 A선 열차는 스히담 센트룸 역이 아닌 블라르딩언 베스트역에서 출발하고, B선은 훅판홀란트 스트란트역 인근의 새로 건설된 역에서 출발하게 된다. 이 계획에는 마슬라위스(Maassluis)에 새로운 역의 건설도 포함된다.

## 같이 보기
- 란드스타트레일
- 로테르담 노면전차
- 암스테르담 지하철

## 문헌
- Jan van Huijksloot and Joachim Kost, Veertig jaar Metro in Rotterdam 1968-2008. Uitgeverij Uquilar, 2008.